# Torre de la Sal (Casares)
La Torre de la Sal, también llamada Torre del Salto de Mora es una torre almenara situada en el litoral del municipio de Casares, en la provincia de Málaga, Andalucía, España.
Tiene planta cuadrada y sus lados, en la base, tienen 9,20 metros y su altura supera los 10 metros. Está situada en un promontorio cerca de la desembocadura del río Manilva. Se conoce desde del siglo XVI si bien podría tratarse de una obra nazarí.
Al igual que otras torres almenaras del litoral mediterráneo andaluz, la torre formaba parte de un sistema de vigilancia de la costa empleado por musulmanes y cristianos y, como las demás torres, está declarada Bien de Interés Cultural. 